# Abbatiale de Payerne
L'abbatiale de Payerne ou église abbatiale Notre-Dame de Payerne est un édifice religieux situé dans la ville de Payerne, dans le canton de Vaud, en Suisse. Construite au XIe siècle, elle était l'église abbatiale d'un monastère bénédictin clunisien, fermé lors de la Réforme protestante. Classé monument historique, l'édifice a été restauré et transformé en musée consacré à l'histoire et à l'architecture de l'abbatiale.

## Historique

### Construction d'un prieuré influencé par l'ordre clunisien auXesiècle
À l'origine, Adélaïde de Bourgogne, fille de la reine Berthe de Souabe, initie, entre 961 et 965, la construction du prieuré Notre-Dame sur l'emplacement de la villa romaine de la famille Paterniacus (IVe siècle). Cette brillante femme politique, reine d'Italie puis impératrice de l'Empire romain germanique, devait ainsi soutenir l'ordre clunisien dont devait dépendre la maison de Payerne.

### Construction d'une seconde église clunisienne auXIesiècle
Dès le milieu du XIe siècle et sur le même emplacement, on y construit une seconde église, l'élément de base de l'abbatiale qui est visible en 2020. Deux incendies la ravagent en 1235 et en 1420, mais à chaque fois, elle est reconstruite. Les rois de Bourgogne puis les empereurs germaniques y feront de nombreux dons. Le site monastique de Payerne est alors un prieuré clunisien d'importance, disposant de nombreuses dépendances et autour duquel se développe un bourg médiéval.

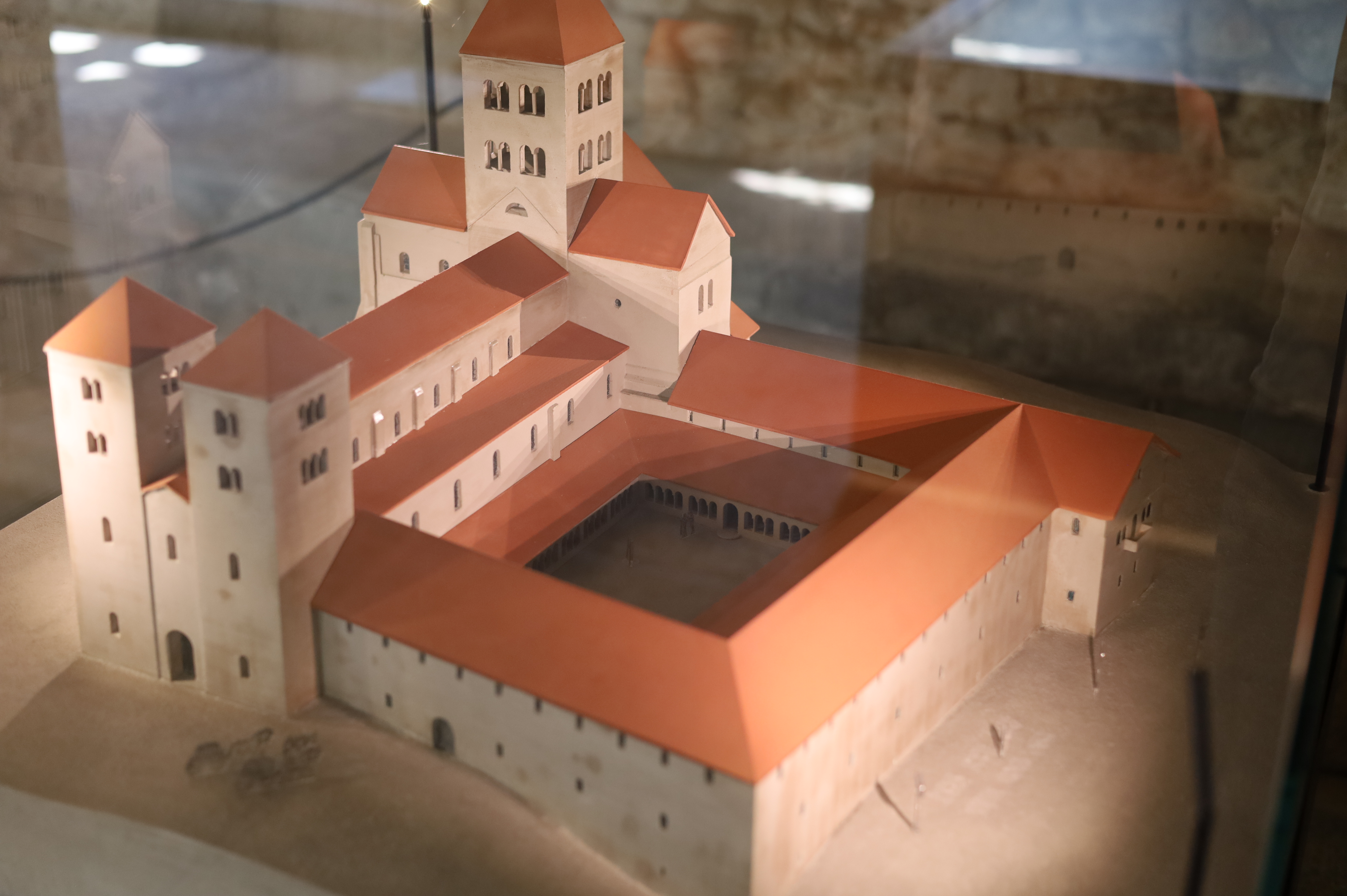
Maquette du monastère au XII siècle

### Le prieuré devient une abbaye qui subit la Réforme
Cet attachement à l'abbaye de Cluny prend fin en 1444, quand le prieuré est élevé au rang d'abbaye. Les Bernois imposent la Réforme à l'abbaye de Payerne en 1536. Le sort du monastère est dès lors entre les mains des représentants des villes de Fribourg et de Berne qui le ferment en 1565. Les moines sont en fait sommés de quitter les lieux et de se convertir.
Le bâtiment et les signes religieux sont saccagés.

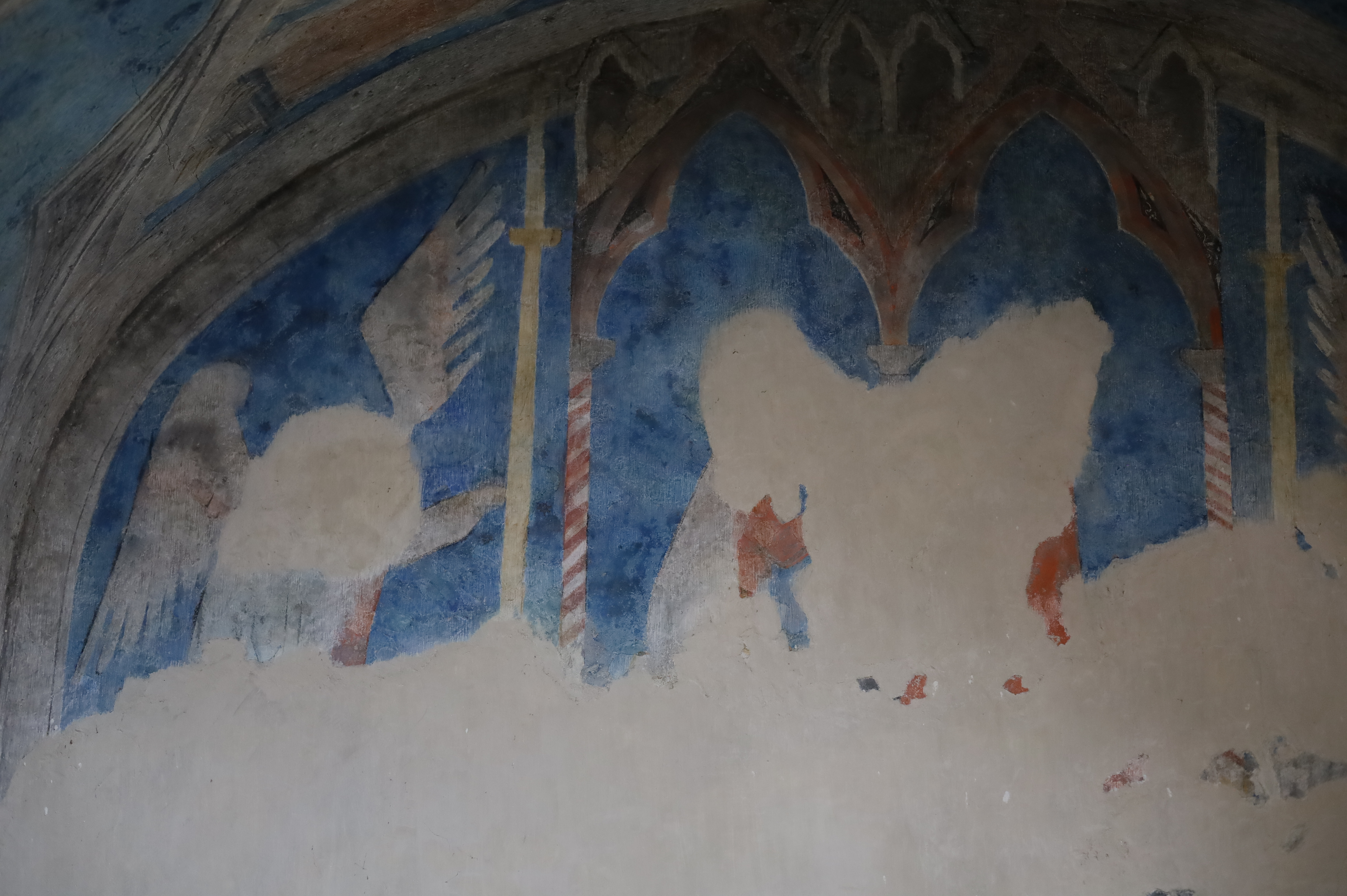
Fresque dégradée lors de la prise de l'abbatiale lors de la réforme par les bernois

### Désaffectation de l'abbatiale mais sauvegarde comme bien culturel suisse
L’abbatiale est alors transformée en grenier, fonderie de cloches, cantonnement militaire, prison puis local des pompes. Les Bernois détruisent le cloître ainsi qu'une partie des bâtiments abbatiaux. Ne subsistent que l'abbatiale Notre-Dame, la salle capitulaire et une aile de l'abbaye (dormitorium) qui est inscrite comme bien culturel suisse d'importance nationale.

### Restauration de l'abbatiale auXIXesiècle
La renaissance de l'abbatiale date de la fin du XIXe siècle, à la suite d'un discours que tient à Payerne le professeur d'histoire de l'art zurichois Johann-Rudolf Rahn. Il s'insurge contre les emplois séculiers peu respectueux de ce « monument voûté de style roman le plus grandiose de Suisse » et plaide pour sa restauration. Le processus est enclenché et, dès 1920, des fouilles et des travaux sont entrepris.
Un projet de sauvegarde et de conservation est lancé en 2007 car le bâtiment menace de s'effondrer. Les façades sont stabilisées par des tirants métalliques et les toitures et une partie des voûtes et des peintures intérieures sont mises en valeur. Après ces travaux d'un coût total de 20 millions de francs, l'abbatiale rouvre au public le 11 juillet 2020 avec un nouveau parcours de découverte.

## Caractéristiques de l'abbatiale

### Style architectural
L'architecture de l'abbatiale est considérée comme romane, et construite selon un schéma clunisien (XIe siècle). De nombreux éléments proviennent toutefois d'une inspiration gothique plus tardive (XVe siècle).

### Nef et bas-côté
|  |  |

### Peinture des chapiteaux
De nombreux chapiteaux peints sont encore visibles.

### Chapelle de Goumoëns
Le fort agrandissement, à l'ouest, de la chapelle de Goumoëns, dû à l'abbé Jean-Amédée [Jean-Amé] Bonivard, a été effectué en 1513 (date sur un culot) et peut être attribué au maître maçon d'origine genevoise François de Curtine. Elle présente une intéressante voûte de style gothique flamboyant.

### Tour Saint-Michel
La tour Saint-Michel a été transformée en prison de district en 1835 par l'architecte lausannois Henri Perregaux, qui y a fait percer une série de fenêtres en plein cintre.

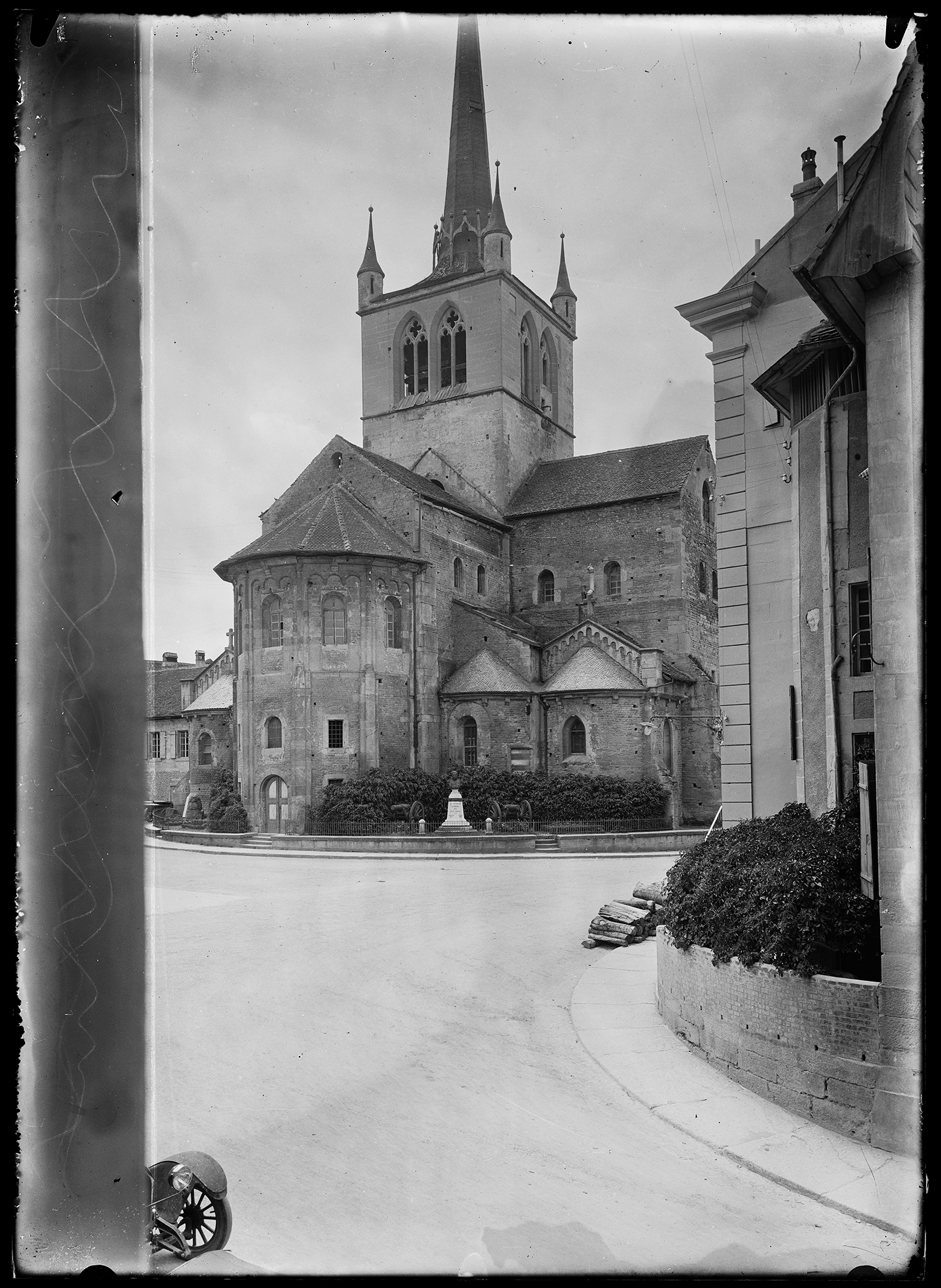
Vue du chœur de l'abbatiale de Payerne (extérieur), photographie d'Albert Naef, 1901-1925

### Décors peints
De nombreuses fresques des XIe et XIIe siècles habillent la chapelle Notre-Dame ou les murs du narthex : Christ en Croix soutenu par Dieu le père, Vierge de miséricorde, Christ du jugement dernier devant les vingt-quatre vieillards de l'Apocalypse.

## Tombes de l'ancienne abbaye - Fouilles et trouvailles funéraires
Plus de mille tombes figurent dans et autour de l'ancienne abbaye, dont une grande partie a été fouillée au cours de nombreuses étapes d'investigations, à commencer par les fouilles de Rodolphe de Dompierre en 1817-1818, celles de Louis Bosset vers 1934, celles de Pierre Margot durant les années 1950, jusqu'aux récentes fouilles de 2015-2016, dont les résultats viennent d'être publiés.

### Bibliographie

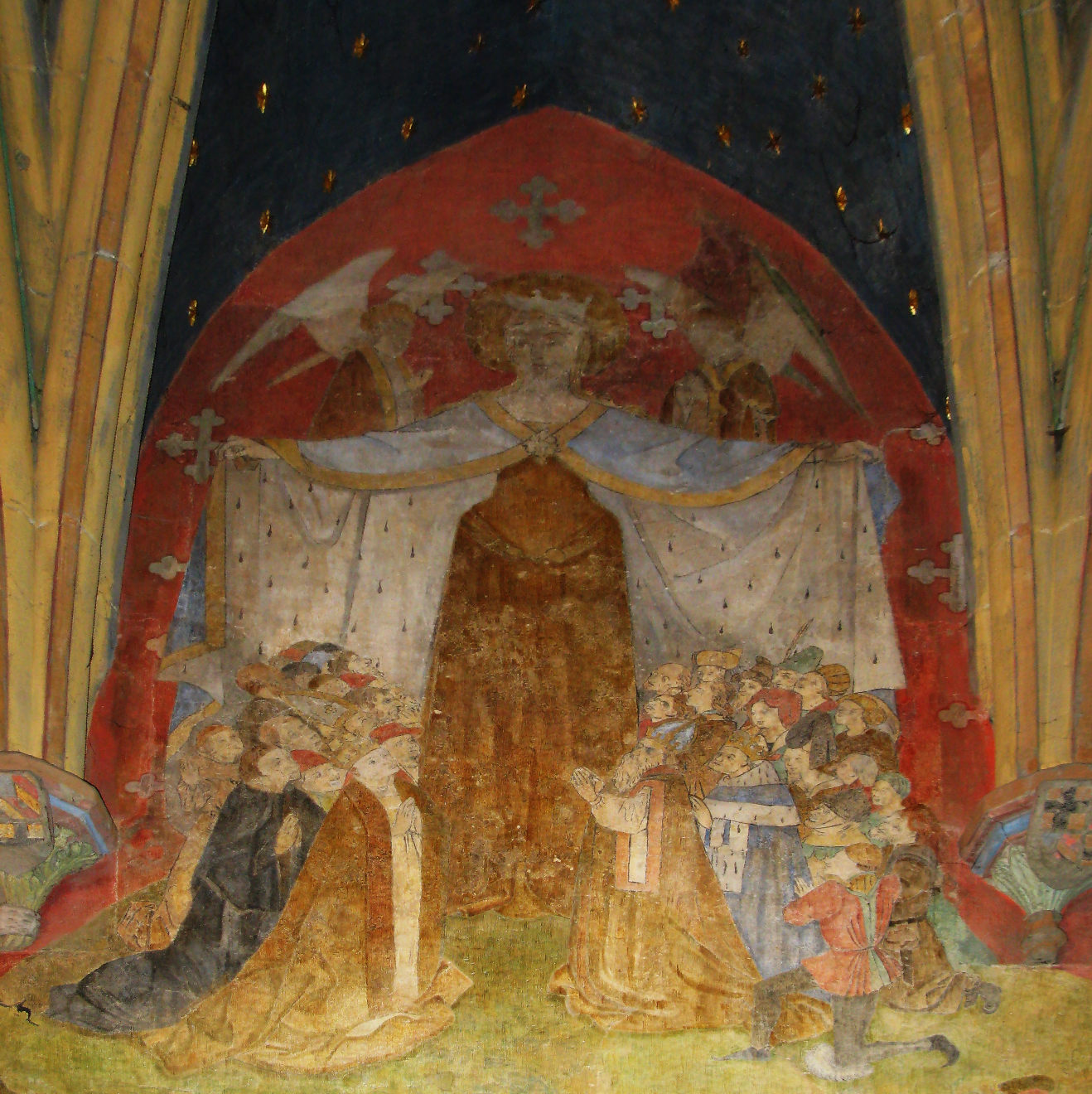
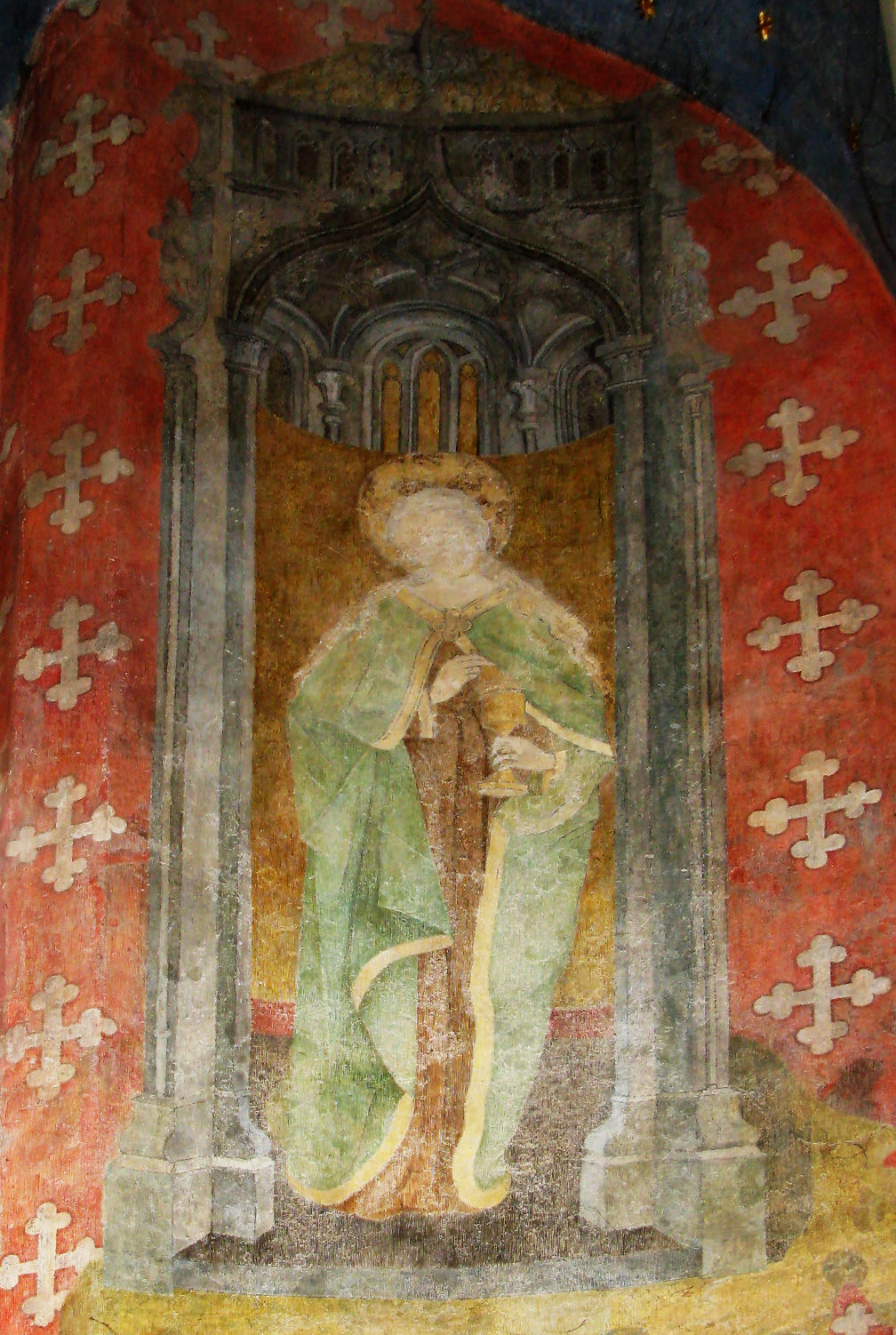
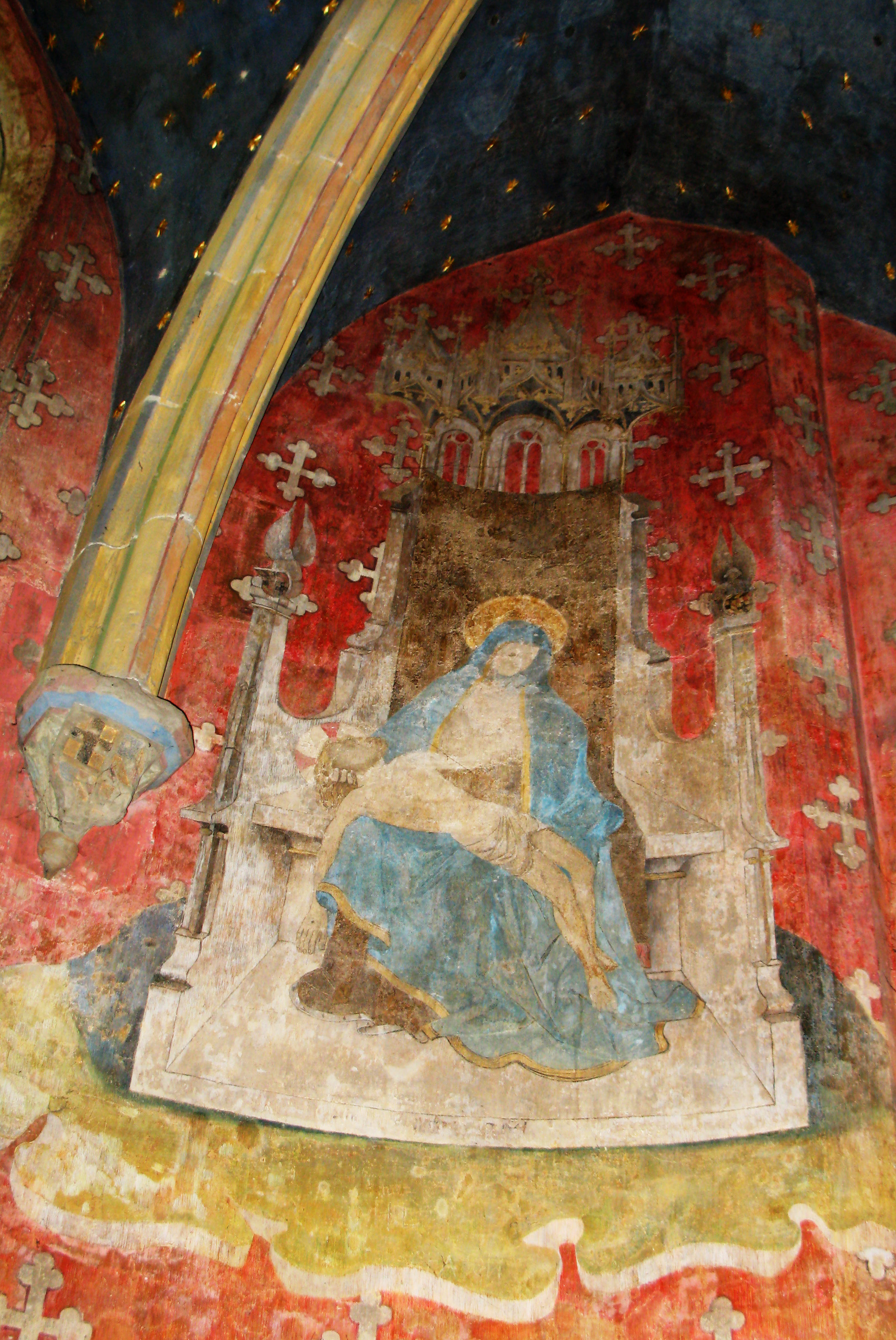
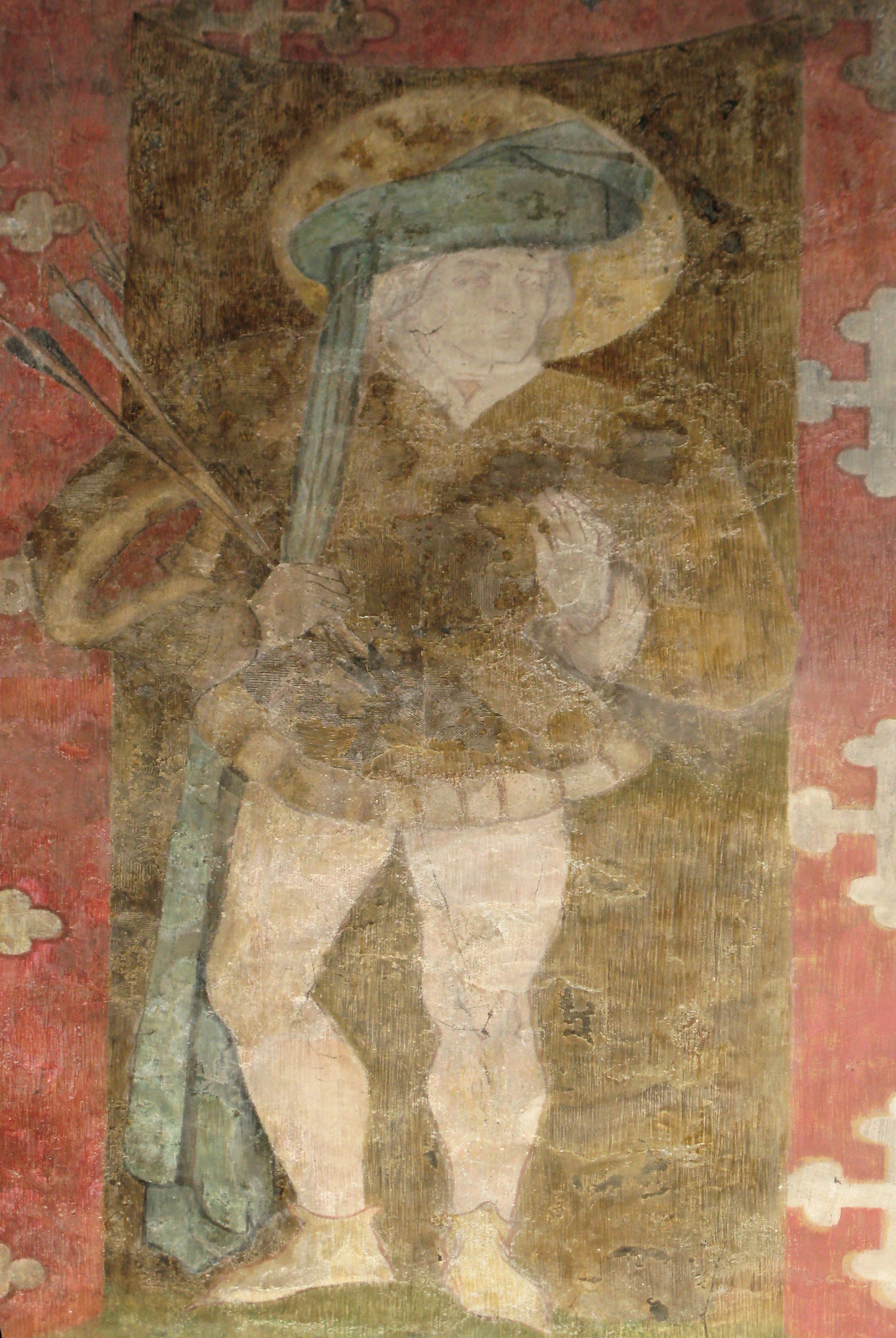
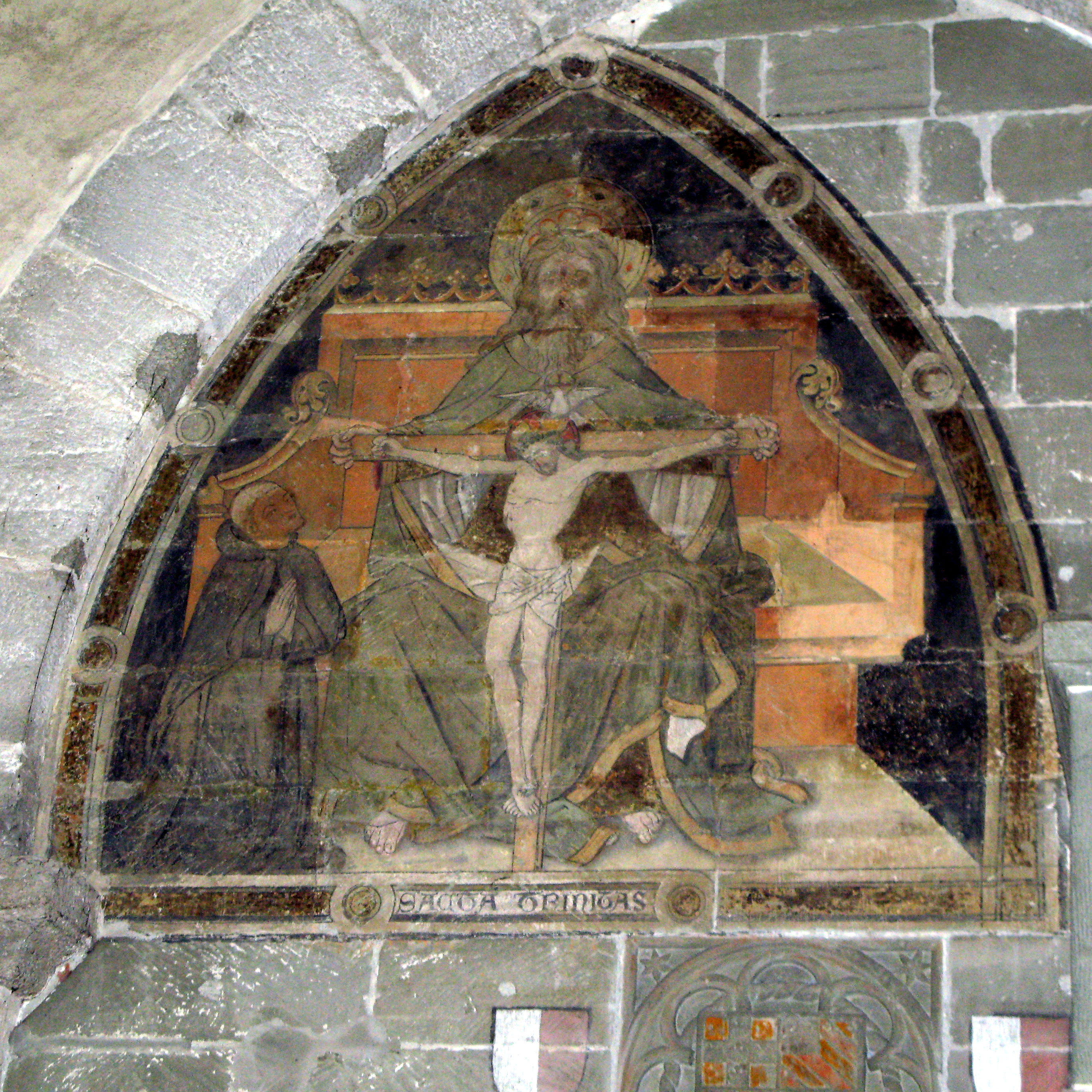
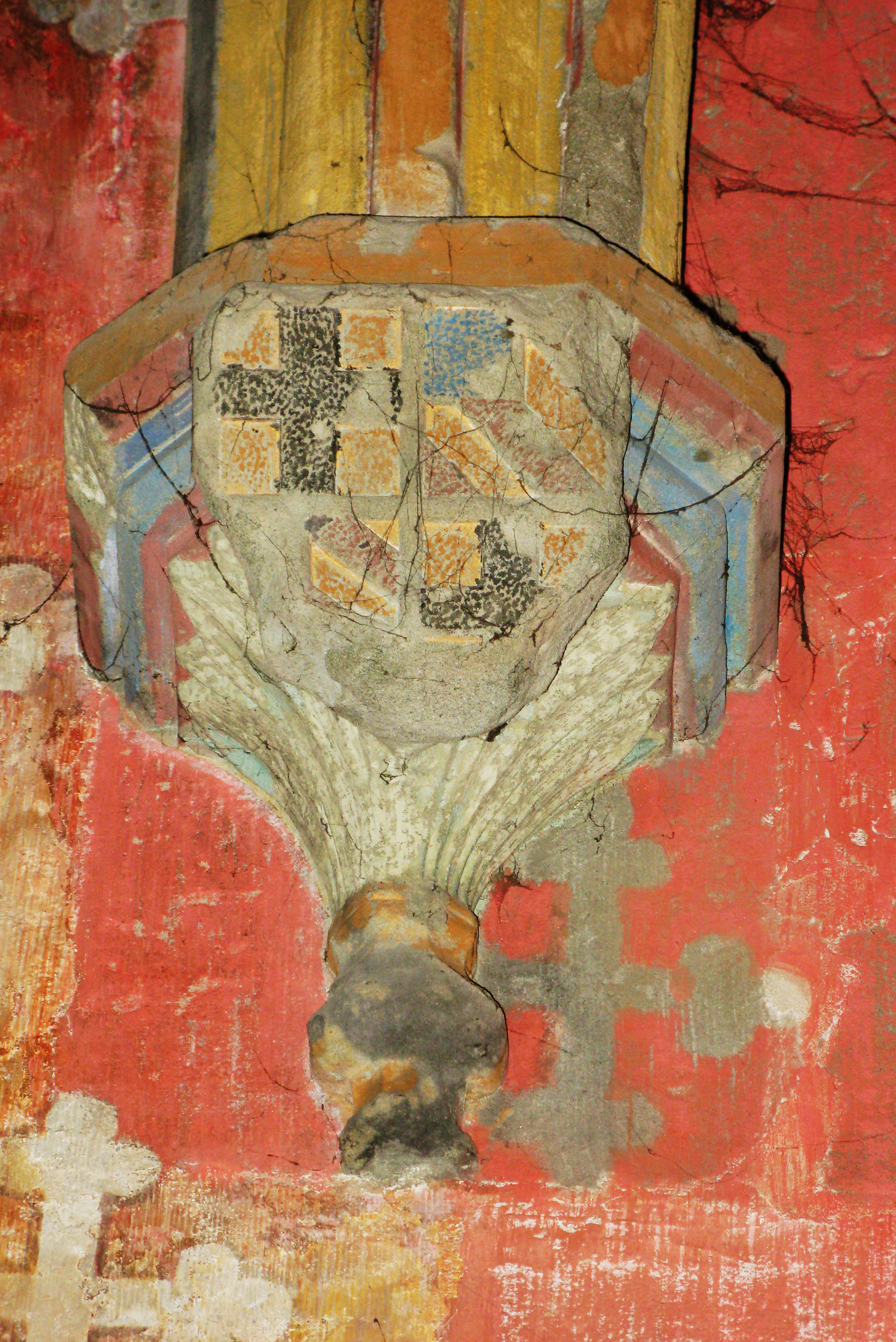